# Spinipalpa maculata
Spinipalpa maculata là một loài bướm đêm trong họ Noctuidae.